# L-Ascorbat-Oxidase
L-Ascorbat-Oxidase ist ein Enzym und Membranprotein aus der Gruppe der Oxidasen.

## Eigenschaften

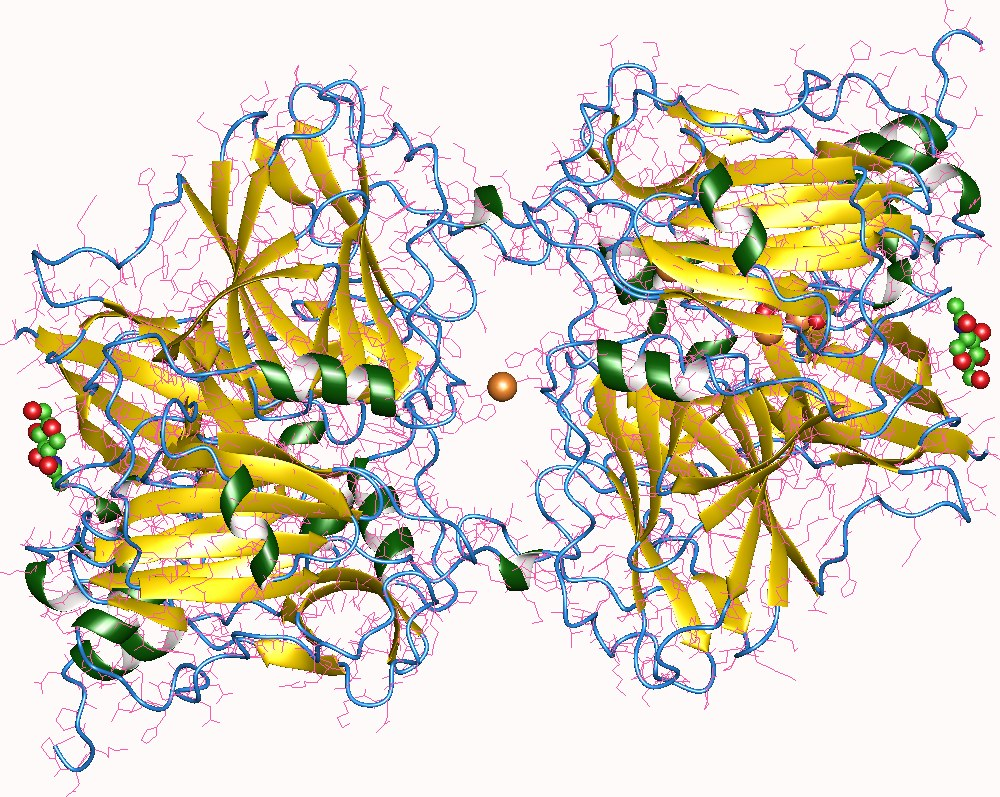
L-Ascorbat-Oxidase der Zucchini

Die L-Ascorbat-Oxidase kommt in Pflanzen vor, unter anderem im Rübsen (Brassica rapa), im Riesenkürbis (Cucurbita maxima), in der Zucchini (Cucurbita pepo var. melopepo), in der Gurke (Cucumis sativus) und in der Tabakpflanze (Nicotiana tabacum). Im Redox-Stoffwechsel katalysiert sie die Oxidation von Ascorbinsäure:
{\displaystyle 4\cdot {\text{L-Ascorbat}}+O_{2}=2\cdot H_{2}O+4\cdot {\text{Monodehydro-L-ascorbat-Radikale}}}
Die L-Ascorbat-Oxidase ist glykosyliert und besitzt Disulfidbrücken. Kupferionen sind Cofaktoren der L-Ascorbat-Oxidase. Vermutlich ist sie eher beim Pflanzenwachstum als bei einer Stressreaktion auf Ozon, Salze, Trockenheit und Phytopathogene beteiligt. Die Enzymaktivität der L-Ascorbat-Oxidase kann photometrisch bei einer Wellenlänge von 245 nm gemessen werden.